# 吹起風暴吧
〈吹起風暴吧〉（日语： Fukiarenasai）是日本音樂組合B'z的歌曲。於2016年11月23日作為數位限定單曲由VERMILLION RECORDS發行。

## 概要
繼前作『世界はあなたの色になる』之後，以數位上架發行的單曲。被起用為東映系電影『疾風迴旋曲』主題歌，配合電影上映開始數位上架。

## 收錄曲
1. （吹起風暴吧）(4:01)
專為電影『疾風迴旋曲』全新創作的樂曲[3]。成為了自2009年9月12日上映電影『TAJOMARU（日语：TAJOMARU）』所起用的「PRAY」以來，B'z為真人電影提供主題歌。原本『疾風迴旋曲』的導演吉田照幸（日语：吉田照幸）便是B'z的粉絲，其以「寫出搖滾界吉他連複段帥氣樂曲、唱出日本最銘刻於心旋律之人[原文 1]」這樣的形象提案後獲得B'z側欣然允諾實現[3]。
關於樂曲，商業搭配端具有「冬天的ultra soul[原文 2]」這樣的要求，松本將其理解為「追求的大概是無須烘乾，節奏感肯定也必須（與ultra soul）相同[原文 3]」並推進製作。此外，擔任作詞的稻葉閱讀原作小說，之後一口氣寫出了兼具感想等筆記的暫定歌詞。在該時點的暫定標題為「Blizzard」（ブリザード），但之後在將旋律附加上歌詞時成為了現在的「吹起風暴吧」（フキアレナサイ）[7]。B'z以留言表示「閱讀了『疾風迴旋曲』的原作，在華麗卻時而亦具有滑稽場面的武戲中，登場人物對自身應當前行之路相信並糾葛的心情，因細緻描寫而留下了非常深刻的印象。其心理狀態與激烈飛舞的雪花重合，便創作出了這首""。請與充滿魄力的影像及故事一同欣賞[原文 4]」[3]。
關於製作，是與19th專輯『EPIC DAY』同樣，通過松本邊在洛杉磯進行作曲邊與稻葉進行數據交換的方式推進製作。在前奏中帶有寂靜感地旋律是來自稻葉的主意[7]。
雖然於2017年6月14日發售的53rd單曲『声明/Still Alive』中被首次CD化，但卻未收錄於20th專輯『DINOSAUR』，並且至今亦仍未曾收錄於專輯中。
在翌年的『B'z SHOWCASE 2017-B'z In Your Town-』上未被演奏，但在『-セブン-イレブンpresents- B'z PREMIUM LIVE』以及『B'z LIVE-GYM 2017-2018 "LIVE DINOSAUR"』上成為了演唱會首次演奏。

## 商業搭配
- 東映系電影『疾風迴旋曲』主題歌

## 製作人員
- 松本孝弘：吉他・作曲・編曲
- 稻葉浩志：主唱・作詞・編曲
- 寺地秀行（日语：寺地秀行）：編曲・Vocal Direction
- Juan Alderete（英语：Juan Alderete）：貝斯
- Jason Sutter（英语：Jason Sutter）：爵士鼓

## 演唱會影像作品
- B'z LIVE-GYM 2017-2018 "LIVE DINOSAUR"

## 腳註

### 出典
1. ↑  . iTunesトップソング (The Natsu Style). 2016-11-24  [2016-11-29]. （原始内容存档于2020-02-22）.
2. ↑  . Billboard Japan Hot 100. 阪神コンテンツリンク. 2016-12-05  [2020-07-26]. （原始内容存档于2020-07-26）.
3. 1 2 3 4  . BARKS (JAPAN MUSIC NETWORK株式會社). 2016-09-13  [2016-11-23]. （原始内容存档于2020-10-28）.
4. ↑  . 電影Natalie (株式會社Natasha). 2016-09-13  [2016-11-23]. （原始内容存档于2016-09-13）.
5. ↑  . 音樂Natalie (株式會社Natasha). 2016-11-23  [2016-11-23]. （原始内容存档于2019-12-24）.
6. ↑  . BARKS (JAPAN MUSIC NETWORK株式會社). 2016-11-23  [2016-11-23]. （原始内容存档于2019-04-29）.
7. 1 2    111. B'z Party. 2016-09.